# Neodolatelný muž
Neodolatelný muž (v originále L'Homme qu'on aimait trop) je francouzský dramatický film z roku 2014, který režíroval André Téchiné. Jedná se o adaptaci románu Une femme face à la mafia, který napsali Renée Le Roux a Jean-Charles Le Roux podle skutečných událostí. Film byl uveden v oficiálním výběru mimo soutěž na filmovém festivalu v Cannes dne 21. května 2014.

## Děj
V roce 1976 se Agnès Le Roux po rozchodu v Africe vrátila do Nice. Znovu začala provozovat své knihkupectví. Její matka, Renée le Roux, byla hlavní majitelkou Palais de la Méditerranée, kasina v Nice, které se potýkalo s problémy. Kasino během jediného večera přišlo o 5 milionů franků. Renée le Roux podezřívala mafii a Jeana-Dominiqua Fratoniho, svého protivníka, který chtěl kasina na Francouzské riviéře koupit, z praní špinavých peněz. Spolu se svým právníkem Mauricem Agneletem obvinila ředitele kasina Guérina a nařídila mu rezignaci. Renée le Roux se podařilo být těsným hlasováním v představenstvu zvolena generální ředitelkou kasina.
Snaží se řídit kasino a navzdory výhrůžkám se nevzdává. Přesto má s vedením kasina problémy. Jmenuje bývalého úředníka ministerstva vnitra ředitelem herního oddělení. Agnelet se cítí zrazen, protože tuto pozici dlouho požadoval, a opouští svou pozici právníka a poradce Renée Le Roux. Dostává se však do finančních potíží, protože ona byla jeho největší klientkou.
Agnès Le Roux má vášnivý vztah s již ženatým Agneletem a zamiluje se do něj navzdory varování Agneletovy bývalé milenky. Agnès Le Roux viní svou matku, že jí nedala její podíl na dědictví, pod záminkou, že bylo nutné investovat pro přežití kasina.
Pár vymyslí strategii pro peníze z dědictví a spojí se s Fratonim, který jim zaplatí, pokud bude vlastnit kasino. Chtějí využít výroční valnou hromadu vlastníků. Během hlasování představenstva Agnès Le Roux hlasuje proti opětovnému jmenování své matky ředitelkou. Agnelet jí říká, že by její matka vzhledem k podílu stejně selhala. Fratoni se stává majitelem, ale vidí špatné finanční výsledky kasina, které uzavře, aby ho přeměnil na luxusní hotelový komplex.
Když se Agnès Le Roux pokusí o sebevraždu, Agnelet, který jí byl nevěrný, k ní vrátí. Pak ale náhle zmizí. Byt je nalezen prázdný, se vzkazem, že se Agnès Le Roux cítí dobře, že odchází a že peníze svěřuje Agneletovi. Peníze mu jsou převedeny na účet.
O několik let později stárnoucí Renée Le Roux dosáhne soudního procesu proti Agneletovi. Obvinila ho, že v Itálii zabil Agnès Le Roux, aby mohl žít z jejích peněz. V roce 2006 byl po letech putování po Panamě souzen. S alibi a s tvrzením, že motiv nepředstavuje důkaz, byl osvobozen.

## Obsazení
| Guillaume Canet      | Maurice Agnelet             |
| Catherine Deneuve    | Renée Le Roux               |
| Adèle Haenel         | Agnès Le Roux               |
| Jean Corso           | Jean-Dominique Fratoni      |
| Judith Chemla        | Françoise Lausseure         |
| Pascal Mercier       | Guérin                      |
| Tamara De Leener     | Madeleine, sekretářka Renée |
| Jean-Marie Tiercelin | Briault                     |
| Tanya Lopert         | Lydie                       |
| Jean-Pierre Getti    | předseda soudu              |
| Noël Simsolo         | Mauriceův advokát           |

## Ocenění
- Lumières: nominace v kategoriích nejlepší herec (Guillaume Canet) a nejlepší herečka (Adèle Haenel)